# Thérèse Laperche
Pour les articles homonymes, voir Delaperche, Leprince et Laperche (homonymie).
Thérèse Laperche, née Marguerite-Thérèse Leprince le 20 janvier 1743 à Orléans et morte le 19 mai 1814 à La Roche-Guyon, est une peintre pastelliste française.

## Biographie
Née et baptisée à Orléans, paroisse Sainte-Catherine, le 20 janvier 1743, Marguerite-Thérèse Leprince est la fille de Jean-Baptiste Leprince et de Marguerite-Françoise Lallemand. Le 22 novembre 1768, elle épouse Jean-Baptiste Laperche (1744-1817), marchand bonnetier. Le couple aura six enfants, dont Jean-Marie en 1771 et Constant en 1780.
Soutenue dans sa vocation d'artiste par Desfriches et Cochin, Thérèse Laperche est influencée par le portraitiste Jean-Baptiste Perronneau, réputé pour ses pastels. Elle se forme notamment en copiant les statues du parc du château de Menars. En 1772, elle s'établit avec son mari à l'angle de la rue du Tabour et de la rue Royale, où elle œuvre en tant que peintre en miniature et donne également des cours.
En 1778, les Laperche s'installent à Paris, où la pastelliste poursuit sa formation auprès de Greuze et de Vigée Le Brun.
Une dizaine d'années plus tard, la Révolution française ouvre de nouvelles perspectives aux femmes artistes. Ainsi, Thérèse Laperche peut exposer plusieurs pastels au Salon de 1791, sans rencontrer cependant de succès critique. A la même époque, elle réalise le portrait de Mme Danton. Séparée de son mari, qui passe pour être royaliste, l'artiste utilisera ses liens dans les milieux révolutionnaires pour lui venir en aide après son arrestation.
Pendant la Terreur, Thérèse Laperche se réfugie au Havre puis à Reims, où elle se lie à de grandes familles de négociants en vin de champagne, telles que les Heidsieck et les Ruinart. Cette dernière embauche d'ailleurs le plus jeune fils de Thérèse, Constant, en 1801.
Constant est engagé en 1804 comme précepteur des enfants d'Alexandre-Louis-Auguste de Rohan-Chabot au château de La Roche-Guyon. Thérèse Laperche (nom corrigé en « Delaperche » à partir de 1813) ayant continué de vivre auprès de son fils, elle meurt à La Roche-Guyon le 19 mai 1814.

Œuvres de Thérèse Laperche
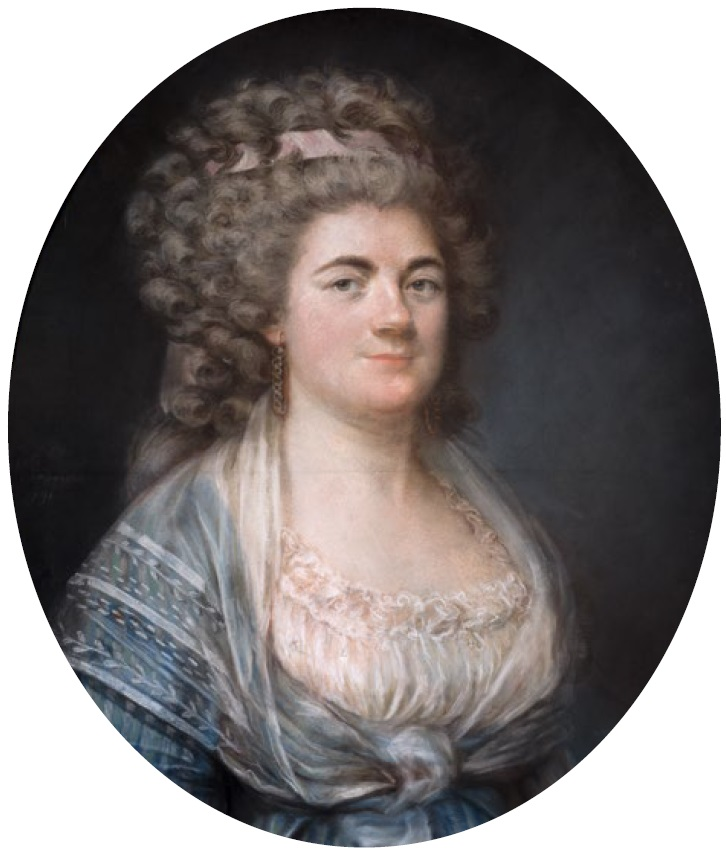
Portrait de Mme Danton (1791), pastel sur papier, 65 × 54 cm, localisation inconnue.
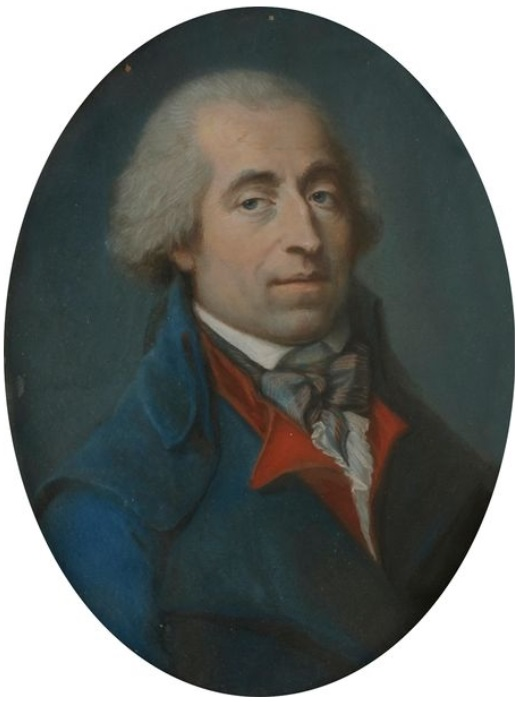
Portrait d'un homme en tenue de révolutionnaire (1794), pastel sur papier bleu, 40,4 × 31,5 cm, localisation inconnue.
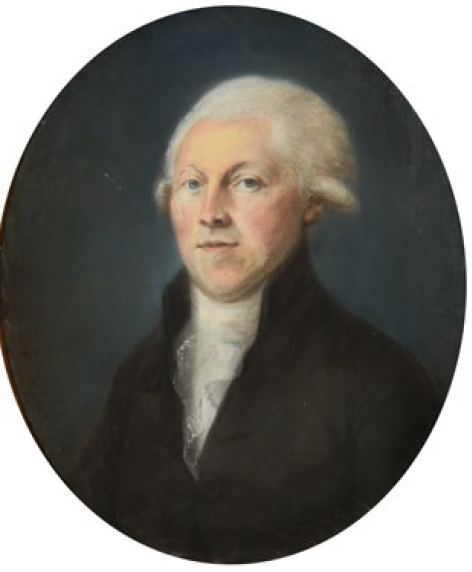
Portrait de Florens-Louis Heidsieck (1794), pastel sur papier bleu, 42,5 × 37,7 cm, musée des Beaux-Arts de Reims.